# Factory Girl (Film)
Factory Girl ist eine US-amerikanische Filmbiografie aus dem Jahr 2006 über Andy Warhols Muse Edie Sedgwick. Die Hauptrollen übernahmen Sienna Miller und Guy Pearce. Regie führte George Hickenlooper, das Drehbuch schrieben Aaron Richard Golub und Captain Mauzner.

## Handlung
Edie Sedgwick bricht Mitte der 60er Jahre ihr Kunststudium in Cambridge ab und zieht mit Chuck Wein nach Manhattan. Dort lernt sie Andy Warhol kennen, der von ihrer Schönheit fasziniert ist und ihr vorschlägt, in einem seiner Filme mitzuspielen. Für Edie ist es eine Erfüllung, bald fest zu Warhols New Yorker „Factory“ zu gehören. Durch ihre überbetont geschminkten Augen mit mehreren falschen Wimpern, ihren Modestil und ihre langen Ohrgehänge wurde Edie als Model schon zuvor zu einem „It-Girl“ der 60er Jahre und nun zu Andy Warhols Muse. 
Warhol dreht mit Edie mehrere Filme, darunter „Poor Little Rich Girl“ und „Ciao! Manhattan“. Als es zu Filmpremieren und Ausstellungen kommt, ziehen Warhol und Edie mit ihrem glamourösen Auftreten und den übereinstimmend silberblonden Haaren das Publikum und die Fotografen geradezu magisch an. Oft kommt es zu regelrechten Tumulten. Er kann von dem Upper-Class-Girl durch Porträtaufträge von vermögenden Bekannten der Sedgwicks auch geschäftlich profitieren.
Bei einem Treffen von Andy und Edie mit ihren Eltern bemerkt Fuzzy, Edies Vater, gegenüber Warhol, dass er sich wohl keine Sorgen um sein Mädchen machen müsse, denn er sei eine „ausgewachsene Schwuchtel“. Er halte ihn auch eher für einen Drucker, keinen Künstler. Edie ist fassungslos, wagt es aber nicht, ihrem Vater zu widersprechen. Als Andy Edie seiner Mutter vorstellt, was er bei niemand anderem außer ihr bisher getan hatte, verläuft es anders. Edie bekommt ein Kompliment: „Sie machen meinen Andy so glücklich“.
Edie fängt an, sich Speed zu spritzen, um bei den langen Factory-Partys mithalten zu können. Irgendwann lernt sie Billy Quinn (soll Bob Dylan darstellen) kennen und verliebt sich unsterblich in ihn. Quinn, der einmal in der Factory auftaucht, wobei Warhol glaubt, auch ihn filmen zu können, dabei aber von Quinn verhöhnt wird, hält wenig von seiner Kunst, schon gar nichts davon, was die nur sehr geringe Bezahlung seiner sogenannten Superstars betrifft. Quinn meint, dass es in Edies Inneren so leer aussieht wie in Warhols Suppendosen. Es hat fast den Anschein, dass Warhol auf Quinn eifersüchtig wurde. In Ingrid, die Edie ähnlich sehen soll, findet er als Revanche eine neue Darstellerin. Weil Edie aber nicht von Andy ablassen will, der ihr Freund sei und den sie nicht hassen könne, kommt es zum Aus zwischen Quinn und Edie.
Bei einem Zimmerbrand zieht sich Edie Verletzungen zu, vermutlich ausgelöst durch eine brennende Zigarette, während sie eingeschlafen war. Edie, die die anfänglich großzügigen Geldzuwendungen ihres Vaters mit vollen Händen ausgab und insolvent geworden war, so dass sich auch Mietschulden angehäuft hatten, behauptet gegenüber einem Verwalter ihres Vermögens weinend, sie habe versucht, ihren Vater aus ihrem Bett herauszuhalten, seit sie acht Jahre alt war. Sie brauche jetzt dringend Geld. Der Verwalter hat Mitleid und gibt ihr ein wenig Geld, alles was er gerade bei sich hat. 
Bei einem Versuch Edies, nach ihrer Mutter auch ihren Vater am Telefon zu erreichen, wobei es um Geldnachschub gegangen wäre, weigert sich Fuzzy, mit ihr zu sprechen. Sie solle doch weiter ihre Filme drehen, mit dem „Miststück“ wolle er nicht reden. Weinend und völlig verzweifelt hält Edie danach Warhol in einem New Yorker Restaurant, in dem er mit seiner Clique und seiner ungerührt blickenden Neuentdeckung Nico sitzt, vor, seine Filme hätten sie kaputt und lächerlich gemacht. Er solle sie endlich dafür bezahlen. Damit hat Edie bei Andy keinen Erfolg, der sie daran erinnert, ihr doch 50 Dollar gegeben zu haben und durch die Filme sei sie doch erst berühmt geworden. Man zeigt Edie auch Zeitungsartikel, in denen über ihren Zimmerbrand und die Eheschließung Quinns mit einer anderen berichtet wurde.
Richie Berlin besucht Edie im Chelsea, wo sie zu dieser Zeit wohnte. Dort nimmt Richie Kontakt mit Diana Vreeland, der Chefredakteurin der VOGUE, auf, für die Edie früher arbeitete, reicht Edie den Telefonhörer. Edie hofft, wieder Geld durch Modeljobs verdienen zu können, wird von Vreeland aber abgewiesen. Dem Vorstand sei sie wegen ihres Umgangs und ihres Drogenkonsums zu vulgär geworden, ihr Glanz sei verblasst.
1970 kehrt Edie nach Santa Barbara, ihre kalifornische Heimat, zurück, wo sie psychiatrische Hilfe in Anspruch nimmt. Als Chance auf ihrem neuen Weg sieht Edie, die ihre Drogensucht zunächst überwunden hatte, die Möglichkeit, etwas von ihrer eigenen Kunst auszustellen, wenn auch nur in einem Rahmengeschäft. Die Zuschauer erfahren am Ende noch, dass Edie ihren Mitpatienten Michael Brett Post heiratete. Am 16. November 1971 stirbt Edie an einer Überdosis an Barbituraten. Sie wurde 28 Jahre alt. 
Die letzte Szene zeigt einen Beichtstuhlbesuch Warhols, nicht seinen ersten. Er könne einfach nicht verstehen, wie ein so schönes Mädchen „so etwas wollen kann“. Als seitens des Priesters das Wort „Trennung“ fällt, ringt Warhol etwas um Worte. Den Begriff empfinde er als unpassend, weil es bedeuten würde, dass er und Edie ein Paar waren und behauptet noch, dass er sie ja kaum kannte. 
Der Film beginnt mit geschriebenen Worten, die lauten:
In den 60ern gab es einen Menschen, der mich mehr fasziniert hat, als irgend jemand sonst. Die Faszination, die ich spürte, kam einer gewissen Art von Liebe sehr nah. 
Andy Warhol

## Kritiken
Kevin Crust schrieb in der Los Angeles Times vom 29. Dezember 2006, der Film behandle das Leben der Hauptfigur oberflächlich. Er enttäusche genauso als Filmbiografie wie auch als Filmdrama.
Laura Emerick lobte in der Chicago Sun-Times die starken Darstellungen von Sienna Miller und Guy Pearce. Der Film habe jedoch nicht viel über die Menschen zu sagen, die er zu zeigen vorgibt, oder über die turbulenten Zeiten, in denen sie lebten.

## Hintergründe
Der Film wurde in New York City, New Orleans, Shreveport, Toronto und an weiteren Schauplätzen gedreht. Seine Produktionskosten betrugen schätzungsweise 7 Millionen US-Dollar. Der Film startete am 29. Dezember 2006 in ausgewählten Kinos der USA, in denen er ca. 1,66 Millionen US-Dollar einspielte. Am 25. Januar 2007 wurde er auf dem Santa Barbara Film Festival gezeigt, dem einige weitere Filmfestivals folgten. In einigen Ländern wie Australien und Griechenland wurde er direkt auf DVD veröffentlicht.